# Confederação Oirate
Os Quatro Oirates (mongol : Дервен Ойрад, Dorben Oirad; Chinês: 四衛拉特); também Oirades e anteriormente Eleuths, alternativamente conhecida como Aliança das Quatro Tribos Oirates ou Confederação Oirate, foi a confederação das tribos Oirates que marcou a ascensão dos Mongóis Ocidentais na história do Planalto Mongol.
Apesar da utilização universal do termo "Quatro Oirates" entre os mongóis orientais, Oirates e inúmeras explicações de historiadores, nenhum consenso foi alcançado sobre a identidade das quatro tribos originais. Embora se acredite que o termo Quatro Oirates se refira às tribos Choros, Torghut, Dorbet e Khoid,  existe uma teoria de que os Oirats não eram unidades consanguíneas, mas sim unidades político-étnicas compostas por muitas patrilinhagens.  No período inicial, a tribo Kergüd também pertencia à confederação. 

## Antecedentes
Os Oirates eram um dos povos da floresta que viviam a oeste dos mongóis de Genghis Khan. Submeteram-se a Gengis em 1207 e desempenharam papéis proeminentes na história do Império Mongol.
Após a derrubada da dinastia Yuan (1271-1368), Möngke-Temür, um alto oficial do Yuan, colocou-se à frente dos Oirates. Quando ele morreu, três chefes, Mahamu (Mahmud), Taiping e Batu-bolad, os governavam.  Eles enviaram enviados com presentes à dinastia Ming. Em 1409, o Imperador Yongle (r. 1402–1424) concedeu-lhes em troca o título de wang. Os Oirates começaram a desafiar os imperadores Borjigin do Yuan do Norte no reinado de Elbeg Cã (c. 1394–1399).
Antes de 1640, os Oirats oscilavam entre as duas religiões, o Islã e o Budismo. 

## Apogeu
O imperador Yongle da dinastia Ming exigiu que Öljei Temür Cã Bunyashiri aceitasse sua supremacia em 1409, mas Öljei Temür recusou e derrotou uma força Ming no ano seguinte. Em 1412, uma grande força comandada por Yongle forçou Öljei Temür Cã a fugir para o oeste. Os Oirats liderados por Mahamu de Choros mataram Öljei Temür, que sofreu grandes perdas. 
Os mongóis ocidentais fizeram com que Delbeg Cã  —um descendente de Arigue Buga, cuja família havia sido relegada ao planalto mongol durante a dinastia Yuan — fosse coroado. No entanto, os mongóis orientais do Yuan do Norte, sob o comando de Arugtai do Asud, recusaram-se a aceitar o novo cã e estavam em guerra constante entre si. A dinastia Ming interveio agressivamente contra qualquer líder mongol poderoso, exacerbando o conflito Mongol-Oirate. 
Em 1408, Mahamu foi sucedido por seu filho Toghan, que continuou sua luta com Arugtai chingsang. Em 1437, Toghan derrotou totalmente Arugtai e um imperador Ögedeid, Adai Cã. Toghan fez dos príncipes Genghisid seus cãs fantoches da dinastia Yuan do Norte. Quando morreu em 1438, seu filho Esen tornou-se um taishi. Os Oirates tinham relações estreitas com o Mogulistão e Hami, onde reinavam os Chagatayid Cãs. 
Pelas crônicas Ming, sabe-se que os Oirats realizavam ataques regulares nessas áreas. Esen esmagou os monarcas Moghulistão e Hami e forçou-os a aceitá-lo como seu senhor. Ele também conquistou a Mongólia Exterior e a Mongólia Interior e subjugou os Jurchéns na Manchúria. O imperador Yingzong da dinastia Ming foi capturado por Esen em 1449. 
Durante seu reinado, a base de poder de Oirate estava centrada no noroeste do planalto da Mongólia e Barkol e o Irtysh eram os limites ocidentais de seu assentamento. Esen dependia de mercadores muçulmanos de Samarcanda, Hami e Turpan e de sua própria casa real: Choros era parente do Mogulistão de acordo com um mito. Depois de assassinar Khagan Agbarjin, Esen assumiu o título de cã para si. Mas logo depois ele foi deposto pelos nobres de Oirate e morto pelo filho de um homem que ele executou. 

## Declínio
A morte de Esen quebrou a unidade dos Oirates. Eles agora guerreavam entre si pela liderança. O filho de Esen, Amasanj, mudou-se para o oeste, saqueando as terras de Hami, Mogulistão e dos uzbeques. 
De 1480 em diante, os mongóis orientais sob o comando de Mandukhai Khatun e Daiã Cã empurraram os Oirates para o oeste. Em 1510, Daiã Cã unificou as várias tribos mongóis, incluindo os Oirates. No entanto, os Calcas e alguns príncipes do sudoeste da Mongólia Interior lançaram repetidamente ataques massivos contra os Oirates e saquearam as suas propriedades no Irtysh, Barkol e Altai de 1552 a 1628. 
Os Oirates ainda eram poderosos no planalto mongol mesmo após a queda de Esen e continuaram a controlar Karakorum até o século 16, quando Altan Cã recapturou a cidade das mãos dos Oirates. Oprimida e subjugada por Altan Cã dos Calcas, a confederação Oirate esmagou o príncipe Calca Sholoi Ubaashi Khungtaiji talvez por volta de 1623. 

## Colapso e formação do Canato da Zungária

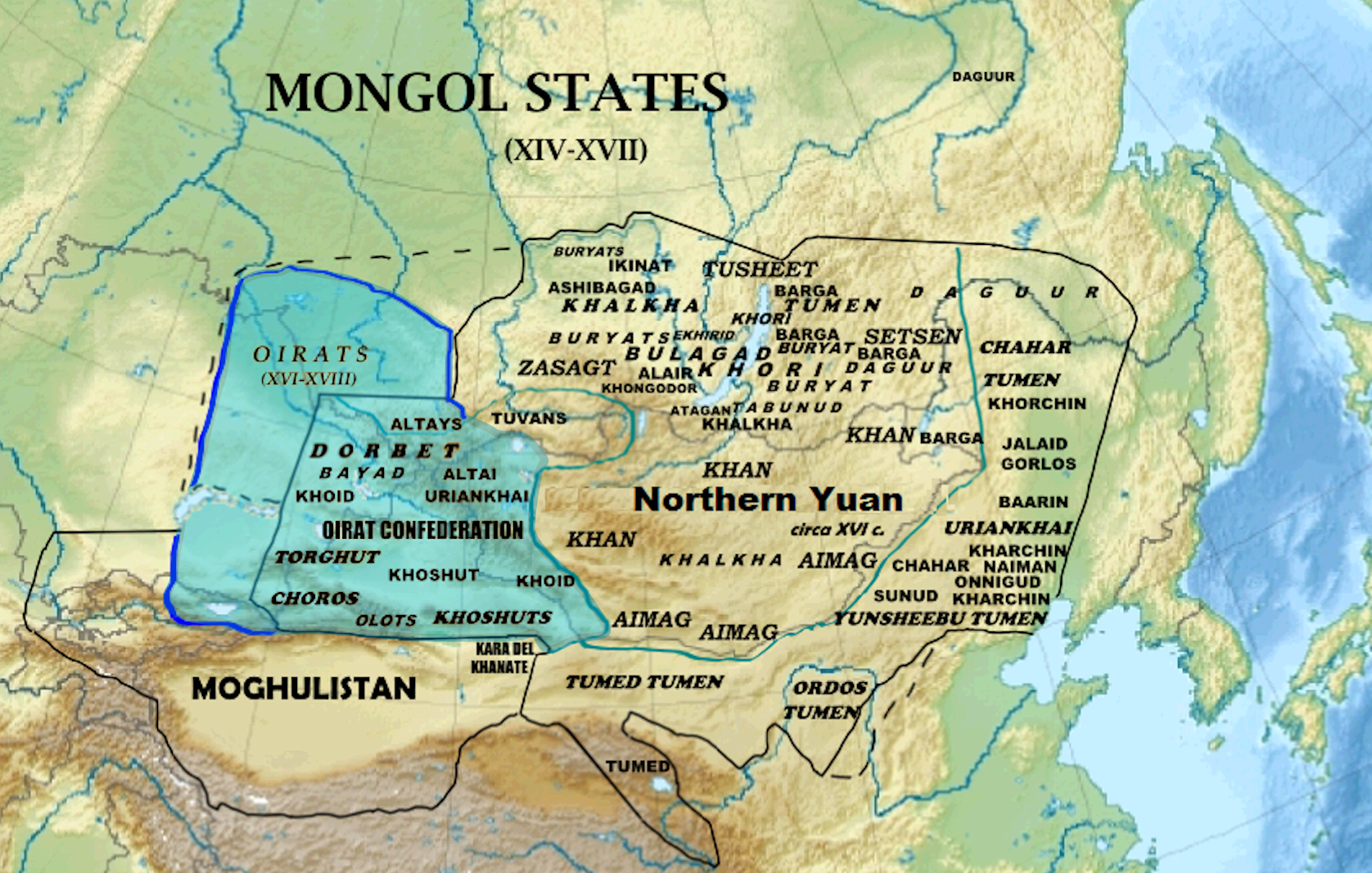
A localização dos Quatro Oirats, Confederação Oirat

O colapso da confederação dos Oirats começou com Torghuds, juntamente com os Dorbets e alguns membros do clã Khoshud, separando-se da união. Em 1628, o chefe Torghud Khoo Orlug com alguns Dorbeds e Khoshuuds moveu-se para o oeste através das estepes do Cazaquistão.  Os pequenos jüz dos cazaques e dos nogais tentaram detê-los em Nemba e Astracã mas foram derrotados pelos Torghuds. Os Torghuds subjugaram os povos turcos locais da Península de Mangyshlak e do Mar Cáspio. Eles colonizaram o Delta do Volga e ocuparam estepes inteiras ao norte do Cáspio, estabelecendo o Canato Calmuco.  Os Calmucos saquearam o Canato de Quiva de 1603 a 1670. O Canato Calmuco provou ser um bom aliado do Império Russo. 

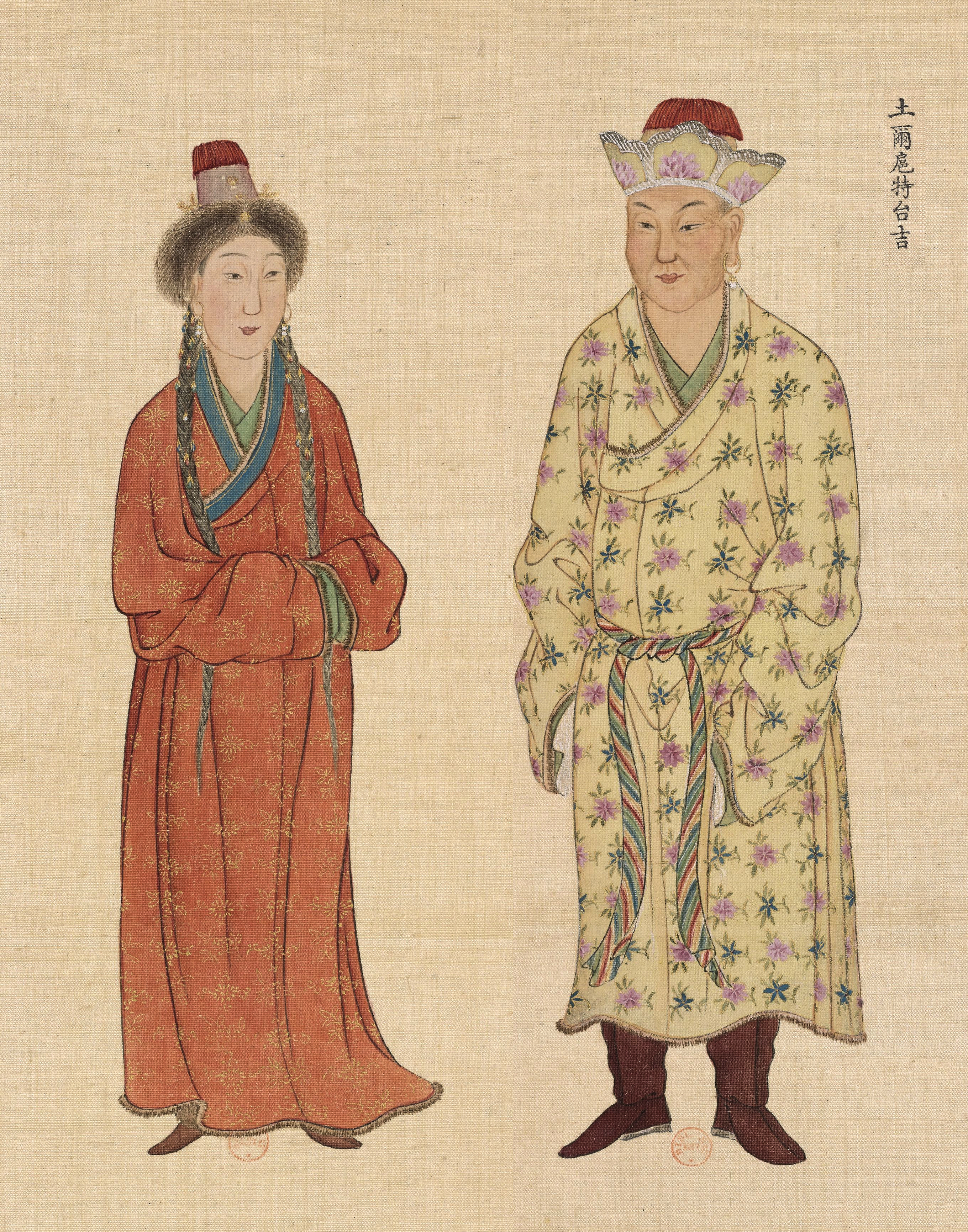
Tayiji (台吉, príncipe) dos Torghuts, uma das quatro tribos Oirats, e sua esposa (土爾扈特台吉). Huang Qing Zhigong Tu, 1769

O Khoshuud Güshi Cã foi para Qinghai (Koke Nuur) em 1636. Ele aumentou suas posses no Tibete e em Amdo. Güshi Cã protegeu o 5º Dalai Lama e a sua Igreja Amarela do antigo clero vermelho do Budismo Tibetano.  O Canato de Khoshut derrotou o inimigo do Dalai Lama e Güshi Cã nomeou seu filho governante do Tibete. 
Por volta de 1620, os Choros se dispersaram após acirradas lutas com o Calca Altan Cã. Alguns dos Choros fugiram com um corpo de Dorbed para o norte, para a Sibéria e a atual Baranaoul. Mas a maioria dos Choros com os Dorbeds e os Khoids estabeleceram-se na região do Black Irtysh, do Urungu, do Imil e do Ili, formando o Canato da Zungária. 
Em 1640, os Oirates e os Calcas fizeram a paz e formaram uma aliança, emitindo um novo código, o código Mongol-Oirate. Liderados pela nobreza Khoshuud, os Oirates começaram a se converter ao budismo. Eles se tornaram os principais defensores do Dalai-lama e do Panchen Lama. Os Oirates que usaram a escrita mongol adotaram em 1648-49 a escrita clara projetada pelo clérigo e estudioso Oirate Zaya Pandita Namkhaijamtsu. 
No século XVII, os Zungares foram os pioneiros na manifestação local da “Revolução Militar” na Eurásia Central, depois de aperfeiçoarem um processo de fabricação de armas de pólvora criadas localmente. Criaram uma economia agro-pastoril mista, bem como indústrias mineiras e transformadoras complementares nas suas terras. Os Zungares conseguiram promulgar um sistema de leis e políticas em todo o império para impulsionar o uso da língua Oirate na região.  Apesar de sua distribuição geográfica, os Oirates mantiveram fortes laços entre si e permaneceram atores poderosos da política da Ásia Interior até 1771. 

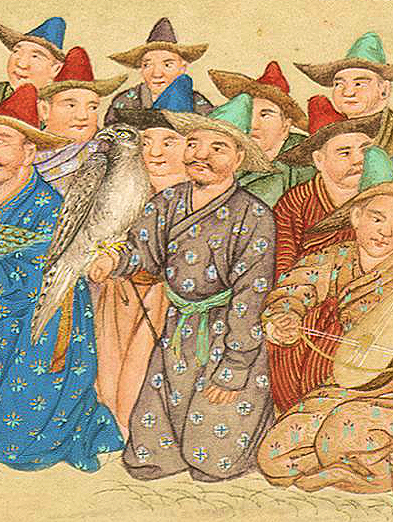
O líder Choros Oirate Dawachi rendendo-se ao general Qing Zhaohui em Ili em 1755. Pintura do pintor jesuíta da corte Qing, Ignatius Sichelbart, 1764

## Líderes da Aliança Oirate
- Üylintey Badan (c. 1368 – 1390s)
- Khuuhai Dayuu (c. 1399)
- Ugetchi Khashikha (Ögöchi Khashikha; Mönkhtömör) (1399-1415, "Mungke Temur": Quarto Cã Oirate de etnia quirguiz).[17]
- Batula Chinsan (Bahamu, Mahamud) (1399–1408)
- Esehü (Taipin) (c. 1424)
- Toghon (1408–1438) (Toghan)
- Esen (1438–1454)
- Amasanj (1454–1455)
- Ishtömör (Ush-Temür, Ish-Temür) (1455–1469)
- Khishig
- Arkhan
- Büüvei
- Khongor; Cã Khongor noyon; título: noyon
- Abai khatan